# Banque cantonale d'Obwald
La Banque cantonale d'Obwald (OWKB) est une banque cantonale suisse dont le siège social est à Sarnen.